# Biłolissia
Biłolissia (ukr. Білолісся) – wieś na Ukrainie, w obwodzie odeskim, w rejonie białogrodzkim, w hromadzie Tatarbunary. W 2001 liczyła 2335 mieszkańców, wśród których 2249 wskazało jako ojczysty język ukraiński, 19 rosyjski, 50 mołdawski, 11 bułgarski, 4 ormiański, 1 niemiecki, a 1 inny.